# Франция на зимних Олимпийских играх 2006
Франция принимала участие в зимних Олимпийских играх в 20-й раз в своей истории. Остаётся одной из немногих команд, не пропустившей ни одной Зимнюю Олимпиаду.

## Медалисты
| Medal | Name                                                              | Sport             | Event                         |
| ----- | ----------------------------------------------------------------- | ----------------- | ----------------------------- |
|       | Антуан Денерья                                                    | Горнолыжный спорт | Скоростной спуск (мужчины)    |
|       | Венсан Дефран                                                     | Биатлон           | Гонка преследования (мужчины) |
|       | Флоранс Баверель-Робер                                            | Биатлон           | Спринт (женщины)              |
|       | Жоэль Шеналь                                                      | Горнолыжный спорт | Гигантский слалом (мужчины)   |
|       | Родди Даррагон                                                    | Лыжные гонки      | Спринт (мужчины)              |
|       | Жюльен Робер Венсан Дефран Ферреоль Каннар Рафаэль Пуаре          | Биатлон           | Эстафета (мужчины)            |
|       | Дельфина Перетто Флоранс Баверель-Робер Сильви Бекар Сандрин Байи | Биатлон           | Эстафета (женщины)            |
|       | Сандра Лаура                                                      | Горнолыжный спорт | Могул (женщины)               |
|       | Поль-Анри де Ле Рю                                                | Сноубординг       | Бордеркросс (мужчины)         |